# (73417) 2002 LX35
(73417) 2002 LX35 – planetoida z pasa głównego asteroid okrążająca Słońce w ciągu 4,66 lat w średniej odległości 2,79 j.a. Odkryta 9 czerwca 2002 roku.